# Augusto (ur. 1985)
Augusto, właśc. José Augusto Cestari Ramos (ur. 3 lutego 1985 w Campinas) – brazylijski piłkarz, występujący na pozycji lewego obrońcy.

## Kariera klubowa
Augusto rozpoczął piłkarską karierę w trzecioligowej ASA Arapiraca w której grał do 2009 roku. W 2009 roku był zawodnikiem pierwszoligowego Fluminense FC. W 2010 był zawodnikiem pierwszoligowej Ceary Fortaleza. Pierwszą część 2011 Augusto spędził Atlético Monte Azul. Od lata 2011 jest zawodnikiem Tupi FC, z którym wygrał rozgrywki Campeonato Brasileiro Série D.